# João Fera
João Fera (Seropédica, 28 de setembro de 1953)[carece de fontes?] é um músico brasileiro.
É o tecladista do grupo Os Paralamas do Sucesso, um dos grupos-base do rock brasileiro.
Filho de Geraldo Gonçalves e Maria de Lourdes Gonçalves, sua trajetória musical teve início na adolescência. Aos 13 anos, João Fera foi estudar no Sagrado Coração em Juiz de Fora, em Minas Gerais. Foi lá que ele teve seu primeiro contato com a música, através das aulas de violão oferecidas pela instituição. Durante as férias de 1969, ao retornar à sua cidade natal, ele encontrou a cena musical local em efervescência. Aceitando o convite para fazer parte da primeira banda local, The Black Birds, João decidiu abandonar a instituição e seguir a carreira de guitarrista.[carece de fontes?]

### A década de 1970
Em 1970, João Fera foi convidado a integrar o conjunto URB7 (Universidade Rural do Brasil 7), que tocava os grandes sucessos da época, como Jackson 5, Creedence Clearwater Revival, Elton John, entre outros. A banda se destacou nas rádios e televisões tocando flashbacks.
Quando o organista da banda saiu, João teve que adaptar seus conhecimentos de guitarra para o órgão, iniciando sua trajetória como tecladista para que o conjunto continuasse a se apresentar em bailes.

### "Cry Babies"
Em 1978, João Fera deixou o URB7 por necessidade e passou a integrar um novo conjunto de baile chamado "Cry Babies". Este grupo, além de tocar no Rio de Janeiro, também se apresentou em municípios de Minas Gerais.

### Carreira com Wando
Em 1982, por incentivo de seus colegas de palco, João Fera começou a tocar com o cantor Wando, na época no auge de sua carreira. A parceria com Wando levou João a conhecer uma parte significativa do Brasil, especialmente as regiões Norte e Nordeste.

### O ingresso em "Os Paralamas do Sucesso"
Em 1986, com a queda de shows e o fim de sua colaboração com Wando, João Fera voltou para Seropédica. Necessitando sustentar a família, ele voltou a dar aulas de violão aos filhos de professores da Universidade Rural. Nesse mesmo período, a banda Os Paralamas do Sucesso estava em busca de um tecladista. João Barone, baterista da banda e amigo de João Fera, recomendou-o para o cargo.
Com pouco dinheiro, João Fera comprou o álbum "Selvagem?" e pediu emprestados os dois primeiros discos da banda para se familiarizar com o repertório, preparando-se para o ensaio.

#### Show de estreia
No dia 26 de outubro de 1986, João Fera teve sua grande estreia com Os Paralamas do Sucesso, no campus do Colégio Salesiano em Niterói, região oceânica do Rio de Janeiro. Desde então, ele continua a fazer parte da banda até os dias atuais.

### "João Fera desde 1986: a biografia"
O livro "João Fera desde 1986: a biografia" imprime, pelas mãos do filho do tecladista, Raphael Silva Gonçalves, e por uma rica coleção de fotos, os episódios memoráveis que compõem, cantam e contam parte fundamental da história da banda e da música do Brasil. É um livro único por termos sua vida narrada pelo seu filho mais velho, Raphael, testemunha da trajetória do pai e grande fã da banda Paralamas do Sucesso.
O livro está em Financiamento Coletivo pelo Catarse.
1. 1 2 3 4 5 6 7 8  Figurótico (20 de julho de 2023). «João Fera: meio século de baile e show». Diário do Vale. Consultado em 14 de outubro de 2023
2. 1 2  «João Fera desde 1986: a biografia». Catarse. Consultado em 14 de outubro de 2024
3. 1 2  PublishNews. «Biografia inédita de João Fera, tecladista dos Paralamas do Sucesso, entra em financiamento coletivo». PublishNews. Consultado em 14 de outubro de 2024